# Wolf-Jochen Schulte-Hillen
Wolf-Jochen Schulte-Hillen (* 2. Mai 1944) ist ein ehemaliger deutscher Mittelstrecken- und Crossläufer. Er hält seit 1966 in der Staffel über 3-mal 1000 Meter mit den ältesten deutschen Leichtathletikrekord.
Bei den Europameisterschaften 1966 in Budapest schied er über 1500 Meter im Vorlauf aus. Auch bei der Universiade 1967 in Tokio nahm er am 1500-Meter-Lauf teil.
Bei den Europäischen Hallenspielen 1967 in Prag siegte er mit Klaus Prenner und Franz-Josef Kemper in der Staffel über 3-mal 1000 Meter und wurde Vierter über 1500 Meter.
Bei den Deutschen Meisterschaften 1965 wurde er Vizemeister im Waldlauf auf der Mittelstrecke und 1966 über 1500 Meter. Mit der Mannschaft von Preußen Münster wurde er 1966 und 1968 jeweils Deutscher Meister im Waldlauf und Deutscher Meister in der 3-mal-1000-Meter-Staffel. Mit der Mannschaft des Hamburger SV wurde er 1965, mit der Mannschaft von Preußen Münster von 1966 bis 1968 Deutscher Hallenmeister in der Staffel über 3-mal 1000 Meter. Als Deutscher Meister mit dem Hamburger SV wurde er 1965 Ehrenmitglied des Vereins.
Mit  Franz-Josef Kemper, Harald Norpoth und Wolf-Jochen Schulte-Hillen wurde der SC Preußen Münster deutscher Rekordhalter in der Staffel über 3-mal 1000 Meter bei den deutschen Meisterschaften 1966 in Hamm in der Rekordzeit von 7:01,2 min. Der Rekord wurde bis 2022 noch nicht gebrochen.
Die internationale Qualifikationsnorm zu den Olympischen Spielen 1968 in Mexiko von 3:42,0 min über 1500 Meter erreichte er drei Mal. Die deutsche Norm von 3:41,0 min erreichte er jedoch nicht, sodass Bodo Tümmler, Harald Norpoth und Arnd Krüger an den Start gingen.
Nach Ende seiner sportlichen Laufbahn widmete er sich als Werkstudent dem Studium und Beruf. Schulte-Hillen ist Jurist (Staatsexamen 1972 an der Westfälischen Wilhelms-Universität in Münster) und Kaufmann.
Zu Jahresbeginn 1972 gründete er SH Selection als Vertriebsunternehmen für Sportbekleidung, seit 1995 ist es als Unternehmensberatung für Einzelhandel und Einzelhandelsexpansion international tätig, und feierte 2022 sein 50-jähriges Bestehen. Schulte-Hillen ist sowohl in der Retail- und Trendforschung als auch in der Markenentwicklung tätig. Er ist Mitglied in verschiedenen nationalen und internationalen Handels- und Handelsimmobilien-Verbänden und -Organisationen.

## Persönliche Bestzeiten
- 1000 m: 2:20,6 min, 21. September 1966, Hannover
- 1500 m: 3:42,0 min, 20. August 1966, Basel
- 1 Meile: 4:02,8 min, 27. Mai 1967, Berlin